# Saint-Aquilin-de-Corbion
Saint-Aquilin-de-Corbion è un comune francese di 67 abitanti situato nel dipartimento dell'Orne nella regione della Normandia.

## Società

### Evoluzione demografica
Abitanti censiti